# Antti Niemi
Antti Mikko Niemi (Oulu, 31 mei 1972) is een Fins professioneel doelman die na diensverbanden bij HJK Helsinki, FC Kopenhagen, Glasgow Rangers, Heart of Midlothian FC, Southampton FC en Fulham FC in 2008 zijn carrière 'beëindigde'. Bijna een jaar later ging hij toch opnieuw een profcontract aan bij Portsmouth FC, waar hij voor één seizoen tekende.

## Clubcarrière
In mei 2005 maakte Niemi bekend dat hij na 67 interlands een punt achter zijn interlandcarrière zette, omdat hij zich wilde concentreren op zijn toenmalige club Southampton FC, waarmee hij degradeerde uit de Engelse FA Premiership. Een half jaar later, op 10 januari 2006, stapte hij echter over naar Fulham FC. Daar speelde hij tot september 2008, waarop hij zijn loopbaan oorspronkelijk beëindigde vanwege een blessure aan zijn pols.
Nadat hij stopte als speler, speelde Niemi bijna een jaar niet. Vervolgens werd hij door Portsmouth FC overgehaald om toch weer te gaan keepen. Hij tekende er in augustus 2009 een eenjarig contract.. Niemi speelde geen enkele wedstrijd voor Portsmouth.

## Interlandcarrière
In maart 2010 werd hij keeperstrainer van de Finse nationale ploeg. Hij maakte zijn debuut op 4 november 1992 in de vriendschappelijke uitwedstrijd tegen Tunesië (1-1), net als Aki Hyryläinen (HJK Helsinki), Sami Hyypiä (My.Pa) en Mika Nurmela (FC Haka).

## Erelijst
HJK Helsinki
- Suomen Cup

1993
 Southampton
- Fins voetballer van het jaar:

2004